# Avant la nuit (film)
Pour les articles homonymes, voir Avant la nuit.
Pour plus de détails, voir Fiche technique et Distribution.
Avant la nuit (Before Night Falls) est un film américain réalisé par Julian Schnabel, sorti en 2000.

## Synopsis
La vie de l'écrivain cubain Reinaldo Arenas, homosexuel en quête de liberté : d'abord engagé dans la révolution cubaine, il est ensuite censuré et poursuivi par le régime de Fidel Castro. Après l'exode de Mariel, il trouve un asile politique aux États-Unis et réside à New York où, atteint du sida, il se suicide en 1990.

## Fiche technique
- Titre original : Before Night Falls
- Titre français : Avant la nuit
- Titre québécois : Avant que tombe la nuit
- Titre espagnol : Antes que anochezca
- Réalisation : Julian Schnabel
- Assistant réalisation : Sebastián Silva
- Scénario : Cunningham O'Keefe, Lázaro Gómez Carriles, Julian Schnabel d'après plusieurs œuvres de Reinaldo Arenas :
  - Son roman : El mundo alucinante[2],[3] (1969)
  - Son récit : Termina el desfile[2] (1981)
  - Son autobiographie : Antes que anochezca (1990), parue en France sous le titre Avant la nuit[4]
- Décors : Salvador Parra
- Costumes : Mariaestela Fernández
- Photographie : Xavier Pérez Grobet, Guillermo Rosas
- Son : Albert Gasser, Robert Hein
- Montage : Michael Berenbaum
- Musique : Carter Burwell
- Scripte : Sylvie Chesneau
- Producteurs : Jon Kilik, Matthias Ehrenberg
- Producteurs exécutifs : Julian Schnabel, Olatz López Garmendia,
- Producteur délégué : Salvador Parra
- Producteur associé : Matthias Ehrenberg
- Sociétés de production : Grandview Pictures (États-Unis), El Mar Pictures (États-Unis)
- Société de distribution : Films Sans Frontières (France)
- Pays d'origine :  États-Unis
- Langues originales : anglais, espagnol, français, russe
- Format : 35 mm - couleurs par Technicolor - 1.85:1 - son Dolby SRD
- Genre : biographie, drame
- Durée : 133 minutes
- Dates de sortie : 
  - États-Unis : 12 octobre 2000
  - Canada Québec : 9 février 2001
  - France : 13 juin 2001
- (fr) Classifications CNC : tous publics, art et essai (visa d'exploitation no 102850 délivré le 7 juin 2001)

## Distribution
- Javier Bardem : Reinaldo Arenas
- Olivier Martinez : Lazaro Gomez Carilles
- Andrea Di Stefano : Pepe Malas
- Johnny Depp : « Bon Bon » / le lieutenant Victor
- Sean Penn : « Cuco Sánchez » (le conducteur du char à bœufs)
- Héctor Babenco : Virgilio Piñera
- Michael Wincott : Herberto Zorilla Ochoa
- Olatz Lopez Garmendia : la mère de Reinaldo
- Giovanni Florido : Reinaldo enfant
- Loló Navarro : la grand-mère de Reinaldo
- Sebastián Silva : le père de Reynaldo
- Carmen Beato : l'institutrice

## Production

### Scénario
« L'interview » de Reinaldo Arenas a été retranscrite depuis le documentaire télévisé Havana réalisé par Jana Bokova pour la BBC (1990).

### Musique
Musiques additionnelles : Lou Reed, Laurie Anderson.

### Tournage
- Période de prises de vue : du 27 août au 5 novembre 1999[2].
- Extérieurs : 
  - Mexique[2] : Mérida dans l'État du Yucatán, fort San Juan de Ulúa[5] à Veracruz.
  - États-Unis : New York.

## Distinctions

### Récompenses
- Mostra de Venise 2000 : 
  - grand prix du jury à Julian Schnabel  ;
  - mention d'honneur Signis à Julian Schnabel ;
  - prix Nino-Rota de la musique de film à Carter Burwell  ;
  - coupe Volpi de la meilleure interprétation masculine à Javier Bardem.
- National Board of Review 2000 : 
  - prix de la liberté d'expression ;
  - prix du meilleur acteur à Javier Bardem.
- Film Independent's Spirit Awards 2001 : prix du meilleur acteur à Javier Bardem
- National Society of Film Critics 2001 : prix du meilleur acteur à Javier Bardem
- Political Film Society Award for Exposé (en) 2001
- Asociación de Cronistas del Espectáculo de Nueva York 2001 : prix du meilleur acteur à Javier Bardem
- Southeastern Film Critics Association 2001 : prix du meilleur acteur à Javier Bardem